# Ken Kallaste
Ken Kallaste, né Ken Akerta le 31 août 1988 à Tallinn en Estonie, est un footballeur international estonien, qui évolue au poste de défenseur. Il est le fils de Risto Kallaste.

## Biographie

### Carrière de joueur
Ken Kallaste dispute 4 matchs en Ligue des champions, et 19 matchs en Ligue Europa,.

### Carrière internationale
Ken Kallaste compte 22 sélections avec l'équipe d'Estonie depuis 2012 en football|2012.
Il est convoqué pour la première fois par le sélectionneur national Tarmo Rüütli pour un match amical contre Oman le 8 novembre 2012 (victoire 2-1).

## Palmarès
- Avec le Flora Tallinn
  - Vainqueur de la Coupe d'Estonie en 2009
  - Vainqueur de la Supercoupe d'Estonie en 2009

- Avec le Nõmme Kalju
  - Champion d'Estonie en 2012
  - Vainqueur de la Coupe d'Estonie en 2015